# Lorenzo Maldonado
Lorenzo Maldonado (1519 - ?) fue un militar de origen español, partícipe de la conquista del Tucumán a mediados del siglo XVI, en el actual territorio de la República Argentina.

## Biografía
Nacido en 1519, llegó al Tucumán con Juan Núñez de Prado, donde fue vecino fundador y regidor de El Barco I. Fue quien le advirtió a Núñez de su debilidad ante Francisco de Villagra y le pidió al padre Carvajal que intermediara para evitar mayores complicaciones.
Asistió a las fundaciones del El Barco II y III, de la que también fue regidor. Permaneció en el mismo cargo al fundarse la ciudad de Santiago del Estero.